# Witold Jarno
Witold Jarno (ur. 1970) – polski historyk, doktor habilitowany.

## Życiorys
W latach 80. XX wieku mieszkał w Tomaszowie Mazowieckim, jest absolwentem I Liceum Ogólnokształcącego im. Jarosława Dąbrowskiego w Tomaszowie Mazowieckim.
Ukończył w 1994 roku studia historyczne na Wydziale Filozoficzno-Historycznym UŁ, zaś w 1998 r. studia z zakresu administracji na Wydziale Prawa i Administracji UŁ. W 1999 roku został doktorem na podstawie rozprawy Okręg Korpusu Wojska Polskiego nr 4 Łódź w latach 1918–1939 (promotor dr hab. Włodzimierz Kozłowski, recenzenci: prof. dr hab. Tadeusz Dubicki i dr hab. Bogusław Stanisław Polak). W 2012 roku został doktorem habilitowanym na podstawie rozprawy Terytorialne władze wojskowe w Polsce w latach 1945–1949. Organizacja i działalność okręgów wojskowych (recenzenci: prof. dr hab. Andrzej Felchner, prof. dr hab. Włodzimierz Kozłowski, prof. dr hab. Jerzy Marian Przybylski i dr hab. Jan Zuziak).

## Zainteresowania badawcze
Zainteresowania badawcze W. Jarno koncentrują się wokół historii Polski po II wojnie światowej oraz wojskowości polskiej XX wieku, jak i światowej. Jest autorem i współautorem 7 książek i ponad 30 artykułów naukowych. W 2018 roku wydał, wraz z prof. Przemysławem Waingertnerem, książkę pt. "Łódzcy bohaterowie 1918 roku".

## Publikacje książkowe
- Okręg Korpusu Wojska Polskiego nr 4 Łódź w latach 1918–1939, Łódź 2001.
- Okręg generalny Wojska Polskiego nr III Kielce w latach 1918–1921, Łódź 2003.
- Strzelcy Kaniowscy w latach 1919–1939, Warszawa 2004.
- 1 Dywizja Strzelców Armii Generała Hallera w latach 1918–1919, Łódź 2006.
- Garnizon łódzki Wojska Polskiego w latach 1918–1939, Toruń 2008 (współautor).
- Terytorialne władze wojskowe w Polsce w latach 1945–1949. Organizacja i działalność okręgów wojskowych, Łódź 2011.
- 13 Dywizja Piechoty w wojnie 1939 roku, 2012.